# 鼻濁音
鼻濁音（びだくおん）とは、日本語で濁音の子音（有声破裂音）を発音するとき鼻に音を抜くものを言う。音声上はま行子音 /m/ やな行子音 /n/ と同じ鼻音であり、ガ行子音/ɡ/における鼻濁音（ガ行鼻濁音）ならば、軟口蓋鼻音[ŋ]である。
東北方言などでは、タ行子音 /t/ などにもみられる現象である（入り渡り鼻音）ほか、特にガ行子音 /ɡ/ での鼻濁音使用が、日本語共通語の発音に関連してしばしば話題に、されてきた。後述のように、共通語の有力な母体となった伝統的な東京方言が、厳格なガ行鼻濁音に関する法則を持つため、ガ行鼻濁音は日本語共通語の規範的・標準的な発音と見なされてきたことによる。例えば舞台芸術や映画の俳優の発話や、NHKなどテレビ・ラジオ局のアナウンサーの発音教育でも、従来は伝統的な東京方言の法則に基づく厳格なガ行鼻濁音の使用と使い分けが徹底されてきた。しかし、現在の一般的な日本の小学校・中学校などにおける国語教育では、鼻濁音の指導は学習内容に含まれていない。また、日本語の母語話者であっても、鼻濁音を用いるか用いないか、鼻濁音を規範的と捉えているかそうでないかには地域差や個人差がある。

## 分布
ガ行鼻濁音は東日本方言を中心に見られる要素であり、近畿方言から東の大半の伝統的方言にある一方、中国方言や九州方言（一部の島嶼部を除く）には全くない。ただし、東日本でも、埼玉県北部から群馬県・新潟県中越にかけての地域や、伊豆諸島、房総半島南部、愛知県などでは見られない。
ガ行鼻濁音が見られる地域でも、現在の方言では、京都方言などのように語中に任意に出現し、話者は鼻濁音かどうか自体を主観的に全く気に留めない自由異音となっている地域、東京方言などのように語中に一定の条件の下に鼻濁音が出現する条件異音となっている地域、東北方言などの語中で完全な濁音音素の弁別要素として用いられる地域に分けられる。
現在は、ガ行鼻濁音の使用自体が、全体に衰退傾向となっている。東北方言では、濁音弁別要素としてのガ行鼻濁音は、音韻体系上一連のものである語中清音の有声化・濁音子音の入り渡り鼻音の衰退と軌を一にして、若年層を中心に衰退傾向が著しい。東京方言では、条件異音の条件を使いこなせない話者が増えて、自由異音となったり全く使わなくなったりする話者が若年層を中心に多い。この傾向は、従来は厳格なガ行鼻濁音の東京方言式の使い分け教育を受けてきたはずの、俳優・タレントや在東京民放（キー局）各局の若手アナウンサーにも見られ、民放の約2/3、NHKでも約1/3の若手アナウンサーが東京方言式鼻濁音を使っていないという指摘がある。
なお、これらの場合、語中ではガ行子音の一種の条件異音としてガ行鼻濁音の代わりに有声軟口蓋破裂音 [ɡ] が現れるのが一般である。

## 使用

### 伝統的東京方言における使用法則
伝統的な東京方言では鼻濁音は、ガ行子音音素/ɡ/で、語頭等の非鼻濁音[ɡ]と対立して、語頭等以外の場合に[ŋ]として現れる条件異音であるとされている。ガ行子音/ɡ/は、自立語の語頭および外来語の全ての場合に非鼻濁音が用いられ、それ以外の場合（語中）は鼻濁音が用いられるのが原則である。
しかし、実際には、複合語の2つ目以下の造語成分の冒頭にガ行子音が来る場合に、「語頭扱い」なのか「語中扱い」なのかを巡り、かなり複雑な使用法則がある。この場合、融合度が高い場合には鼻濁音が用いられるが、融合度が必ずしも高くない場合、また連濁と言えない複合語の場合には、「語頭扱い」となって非鼻濁音が用いられる。
一例としては、「十五日（じゅうごにち）」の「五（ご）」は非鼻濁音である。しかし「十五夜（じゅうごや）」の「五（ご）」は鼻濁音で発音される。「十五夜」は特定の事象を示す単一の名詞で造語成分の融合度が高いと解されているからである。また、「日本銀行（にっぽんぎんこう）」の「ぎ」も非鼻濁音である。「日本銀行」は特定の1つの銀行の名称であるにもかかわらず、「日本」と「銀行」との間の融合度は高くないと考えられているからである。
このように、東京方言での鼻濁音の使用法則は、非母語話者が法則を当てはめて演繹適用することが困難な複雑な様相を呈す。

### 東北方言における使用法則
ガ行鼻濁音は、東北方言では語中のガ行音素（濁音音素）/ɡ/そのものとして現れる。東北方言では、カ行（清音）子音/k/は語頭では[k]だが、ダ行と同様に、語中では有声音化して[ɡ]となるため、正真正銘のガ行子音（濁音）/ɡ/は、語中ではすべて鼻濁音化して[ŋ]と発音され、清濁の弁別が保たれることになる。

### 声楽
声楽では、鼻濁音を習うことは必須であるが、近年は、鼻濁音を使わないで歌う歌手なども増えている。

## 表記
通常の濁音と区別するため、次のような表記が行われることがある。
- 半濁点（か゚、き゚、く゚、け゚、こ゚）
  - コンピュータ上で入力する際は、Unicodeの合字に対応した環境で、単独の半濁点「゜」(U+309C)とは異なる合字用の半濁点(U+309A)を「か」の後に入力することで「か゚」を表現可能である。
- ng
  - ローマ字表記では、鼻濁音を「ng」で表すことがある[3]。
  - 例: たまご [tamáŋo] → tamango
- チルダ
  - ケセン語（岩手県気仙地方の方言のこと。山浦玄嗣が提唱した呼称）でのケセン式ローマ字では、鼻濁音を「g̃」のようにティルデをgの上に乗せることによって表す。ケセン語は、東北方言一般と同じく、ガ行鼻濁音を濁音音素として弁別するため、このような表記となっている。
  - 例: ケセン語→keseng̃ó
- う゚
  - 「ん」の様な発音をする鼻濁音を表す。